# Самарга (Приморский край)
Самарга́ — село в Тернейском районе Приморского края. Административный центр и единственный населённый пункт Самаргинского сельского поселения.
Село Самарга приравнено к районам Крайнего Севера.

## История
Село было основано в 1908 году переселенцами-старообрядцами. Название получило от реки, на которой было основано.

## География
Расположено в устье реки Самарги, на побережье Японского моря, недалеко от границы с Хабаровским краем.
Расстояние по прямой до Владивостока около 710 км, до райцентра Терней — 297 км.
В 7-8 км на юг по берегу моря расположено село Единка.
Вверх по реке Самарга находятся населённые пункты: в 22 км — заброшенная деревня Унты, в 60 км — село Агзу.

## Население
| 1915 | 1926 | 2002 | 2005 | 2008 | 2010 | 2011 |
| ---- | ---- | ---- | ---- | ---- | ---- | ---- |
| 22   | ↗310 | ↘148 | ↗150 | ↗151 | ↗185 | ↘184 |
| 2012 | 2013 | 2014 | 2015 | 2016 | 2017 | 2018 |
| ↗193 | ↗194 | ↗200 | ↘197 | ↘196 | ↘185 | ↗189 |
| 2019 | 2020 |      |      |      |      |      |
| ↘185 | ↘183 |      |      |      |      |      |

## Улицы
| - ул. Береговая, - ул. Зелёная, | - ул. Подгорная, - ул. Почтовая. |

## Экономика
Основой промышленности села являются рыболовство и рыбопереработка.